# دیمین: طالع نحس ۲
دیمین: طالع نحس ۲ (به انگلیسی: Damien: Omen II) یک فیلم ترسناک فراطبیعی محصول سال ۱۹۷۸ به کارگردانی دان تیلور است. این فیلم دنباله‌ای بر فیلم طالع نحس محسوب می‌شود و دومین قسمت از مجموعهٔ «طالع نحس» است. در این فیلم بازیگرانی چون ویلیام هولدن، لی گرانت، جاناتان اسکات-تیلور، رابرت فاکسورث، لو آیرس، سیلویا سیدنی، لنس هنریکسن، یان هندری و لئو مک‌کرن ایفای نقش کرده‌اند. داستان فیلم هفت سال پس از وقایع قسمت اول رخ می‌دهد و نوجوانی دیمین تورن را دنبال می‌کند، هنگامی که به سرنوشت خود به‌عنوان ضدمسیح پی می‌برد.
هاروی برنهارد تهیه‌کنندهٔ مجموعه، داستان فیلم را نوشت و فیلمنامه توسط استنلی مان و مایک هاجز نوشته شد. هاجز در ابتدا کارگردان فیلم بود، اما در اوایل تولید جای خود را به دان تیلور داد. برخلاف فیلم اول که در انگلستان و ایتالیا فیلم‌برداری شده بود، این قسمت عمدتاً در ایالات متحده و در مکان‌هایی در شیکاگو، ایلینوی و ویسکانسین فیلم‌برداری شد. صحنهٔ آغازین فیلم در اسرائیل فیلم‌برداری شده است.
این فیلم در ۹ ژوئن ۱۹۷۸ توسط استودیو قرن بیستم منتشر شد و نقدهای متوسطی از منتقدان دریافت کرد. دنبالهٔ بعدی آن، طالع نحس ۳: درگیری نهایی'، در سال ۱۹۸۱ منتشر شد.

## داستان
یک هفته پس از وقایع فیلم اول، باستان‌شناس کارل بوگنهاگن درمی‌یابد که دیمین تورن هنوز زنده است. در عکا، اسرائیل، او از دوستش مایکل مورگان می‌خواهد جعبه‌ای را به سرپرست جدید دیمین برساند. او توضیح می‌دهد که دیمین ضدمسیح است و جعبه حاوی هفت خنجر مقدس مجیدو است که تنها راه نابود کردن دیمین‌اند. مورگان ابتدا تردید دارد، اما پس از دیدن نقاشی دیوار ییگی‌یل، که تصویر دیمین را از کودکی تا بزرگسالی نشان می‌دهد، باور می‌کند. با این حال، هنگام خروج از ویرانه، هر دو در اثر ریزش ناگهانی سقف زنده‌به‌گور می‌شوند.
هفت سال بعد، دیمین ۱۲ ساله در شیکاگو با عمویش ریچارد و زن‌عموی ناتنی‌اش، آن تورن، زندگی می‌کند. او با پسرعمه‌اش مارک رابطهٔ خوبی دارد و هر دو در دانشکده افسری ثبت‌نام شده‌اند. اما عمهٔ ریچارد، ماریون، از دیمین خوشش نمی‌آید و تهدید می‌کند که اگر این دو را از هم جدا نکند، او را از ارث محروم خواهد کرد. شبی، ماریون پس از روبه‌رو شدن با کلاغی در اتاقش، دچار حملهٔ قلبی مرگبار می‌شود.
مارک و دیمین به دانشکده می‌روند، جایی که فرماندهٔ آن‌ها، گروهبان نف، که یک شیطان‌پرست است، وظیفه دارد مراقب دیمین باشد. دیمین با هوش غیرمعمولش در تاریخ، یکی از معلمانش را حیرت‌زده می‌کند. نف به او توصیه می‌کند فصل ۱۳ سفر مکاشفه را بخواند، که دربارهٔ خود اوست. دیمین پس از خواندن آن، با استفاده از آینه، نشان ۶۶۶ را روی سر خود پیدا می‌کند. او که به حقیقت پی می‌برد، به کنار دریاچه می‌دود و فریاد می‌زند: «چرا من؟»
در روزهای بعد، مجموعه‌ای از رویدادهای عجیب رخ می‌دهد: روزنامه‌نگاری به نام جوآن هارت، که پس از دیدن دیوار ییگی‌یل سعی دارد با ریچارد گفت‌وگو کند، پس از حملهٔ همان کلاغ و کور شدن، زیر کامیون می‌رود و کشته می‌شود. یکی از مدیران شرکت «تورن اینداستریز» در دریاچهٔ یخ‌زده غرق می‌شود. دو کارمند دیگر نیز در اثر نشت گاز در کارخانه خفه می‌شوند. در آن زمان، کلاس دیمین در حال بازدید از کارخانه بود. دیمین تنها فردی است که در بیمارستان تحت‌تأثیر گازها قرار نگرفته، اما پزشک تصمیم می‌گیرد او را بیشتر بررسی کند. بعدها، پزشک متوجه می‌شود که سلول‌های مغز استخوان دیمین شبیه به شغال هستند، اما پیش از آن‌که بتواند یافته‌اش را گزارش کند، بر اثر سقوط کابل آسانسور کشته می‌شود.
در همین حال، جعبهٔ بوگنهاگن در حفاری کشف شده و به موزهٔ تورن ارسال می‌شود. دکتر وارن، مدیر موزه و دوست ریچارد، جعبه را باز می‌کند و خنجرهای مقدس و نامه‌ای از بوگنهاگن را می‌یابد که در آن گفته شده دیمین ضدمسیح است. او فوراً به ریچارد اطلاع می‌دهد. مارک، که گفت‌وگوی آن‌ها را شنیده، دیمین را با حقیقت مواجه می‌کند. دیمین می‌پذیرد که پسر شیطان است و از مارک می‌خواهد به او بپیوندد، اما وقتی مارک امتناع می‌کند، دیمین با ایجاد رگ‌برآمدگی در مغز او، او را می‌کشد.
ریچارد که از مرگ پسرش درهم شکسته، به نیویورک می‌رود تا دکتر وارن را ببیند. آن‌ها به انباری می‌روند که دیوار ییگی‌یل در آن نگهداری می‌شود. با دیدن تصویر دیمین، وارن در تصادفی با قطار می‌میرد، و ریچارد مطمئن می‌شود که دیمین همان ضدمسیح است. او به خانه بازمی‌گردد، دیمین را از مراسم فارغ‌التحصیلی‌اش می‌فرستد، و همراه همسرش آن، به موزه می‌رود تا خنجرها را بازیابد. اما در آن‌جا، آن با خنجرها ریچارد را می‌کشد و خود را یک شیطان‌پرست معرفی می‌کند و می‌گوید که «همیشه به او تعلق داشته‌ام». در همان لحظه، دیمین که همه چیز را شنیده، با نیروی ذهنی‌اش اتاق دیگ بخار را منفجر می‌کند، و آن را در آتش می‌سوزاند. دیمین از ساختمان در حال سوختن بیرون می‌آید و رانندهٔ خانوادگی او را سوار می‌کند، در حالی‌که آتش‌نشانی از راه می‌رسد.

## بازیگران
ویلیام هولدن در نقش ریچارد تورن
لی گرانت در نقش آن تورن
جاناتان اسکات-تیلور در نقش دیمین تورن
رابرت فاکسورث در نقش پل بوهِر
لو آیرس در نقش بیل آترتون
سیلویا سیدنی در نقش عمه ماریون
نیکلاس پرایر در نقش دکتر چارلز وارن
لنس هنریکسن در نقش گروهبان دنیل نف
الیزابت شپرد در نقش جوآن هارت
لوکاس دونات در نقش مارک تورن
آلن آرباس در نقش دکتر دیوید پاساریان
میشاک تیلور در نقش دکتر جی. کین
بدون ذکر در عنوان‌بندی:
لئو مک‌کرن در نقش کارل بوگنهاگن
یان هندری در نقش مایکل مورگان
(ادامه دارد اگر بخش‌های مربوط به تولید، فیلم‌برداری و مراحل پیش‌تولید را هم بخواهید.)
- ویلیام هولدن
- لی گرانت
- جاناتان اسکات-تیلور
- رابرت فاکسوورث
- لو آیرس
- سیلویا سیدنی
- نیکلاس پریور
- لانس هنریکسن
- آلن آربس
- میشاچ تیلور
- لئو مک‌کرن
- ایان هندری